# Carpinus mianningensis
Carpinus mianningensis là một loài thực vật có hoa trong họ Betulaceae. Loài này được T.P.Li mô tả khoa học đầu tiên năm 1992.